# Ortholomia glauca
Ortholomia glauca är en fjärilsart som beskrevs av Walker 1865. Ortholomia glauca ingår i släktet Ortholomia och familjen tandspinnare. Inga underarter finns listade i Catalogue of Life.